# Trákia
Trákia (görögül Θράκη [Thráki], régiesen Thráké, latinul Thracia vagy Threcia, bolgárul Тракия [Trakija], törökül Trakya) a Balkán-félsziget délkeleti részén elterülő földrajzi és koronként változó történelmi régió. Az ókori Trákia a trákok szállásterülete, a török hódoltság idején Rumélia néven a birodalom egyik közigazgatási egysége volt. Napjainkban Dél-Bulgária egy részét (Észak-Trákia), Görögország északkeleti vidékét (Nyugat-Trákia), illetve Törökország európai területeit (Kelet-Trákia) foglalja magában. Délről az Égei- és a Márvány-, keletről a Fekete-tenger határolja.

## Területének alakulása
Az ókorban Európának a Görögországtól északra fekvő területeit nevezték Thrakiának, beleértve a déli Makedóniát és Szkíthiát is. Hérodotosz a trákokat az indek után a világ legnagyobb népének ismerte. Szorosabb értelemben az Olümposz északi lábánál fekvő, Makedóniához tartozó Pieria tartományt tartják a pieri trákok lakóhelyének, amely törzs onnan nyomult tovább Hellász többi tartományába.
Később Trákia kiterjedése a Makedónia északi határa és az Isztrosz (Duna) közötti területre szorítkozott, melyet keletről az Euxeinosz Póntosz (Fekete-tenger) és a trák Boszporusz (a konstantinápolyi országút), délről a Propontisz (Márvány-tenger) és a Hellészpontosz (Dardanellák szorosa), az Égei-tenger és Makedónia határhegyláncának északi része, nyugatról pedig a Sztrümón (Sztruma) folyó és az illír törzsek lakóhelye határoltak, s amelyek területe körülbelül 220 000 négyzetkilométernyire terjedt ki.
A római császári uralom alatt végül a régió még kisebb terjedelműre, a régi Thrakiának a Haemustól (Balkán-hegységtől) délkeletre eső részére apadt, míg az északi részt Moesiának nevezték.

## Története
Trákia tengerpartjain számos virágzó gyarmatot alapítottak a görögök. A Melasz-öböl és a Hellészpontosz közötti 75 km hosszú és 15 km széles, a régiek által trák Kerszonészosznak nevezett és Trákia részének tekintett félszigetet (Dardanellák vagy Gallipoli) Athén részéről Miltiadész, a marathóni győző egyik nagybátyja gyarmatosította. Trákia belsejét indoeurópai törzsek lakták.
Bár a trák népek jelentős terület felett rendelkeztek, nem alkottak egységes birodalmat. Végig falvakban laktak, amely megakadályozta, hogy ellen tudjanak állni a hódító népeknek. Bár településterületük szinte az egész Balkán-félszigetet magában foglalta, területeik állandóan fogytak. Az Adriai-tenger mellől az illírek, majd a makedónok űzték el őket. Bár ezek az erős népek állandó kapcsolatban álltak velük, mégsem vették át a kultúrájukat.
Az idők folyamán a görögök folytatták terjeszkedésüket. Trák területen jött létre Bizánc, az egyik jelentős görög város. A trák területek kiaknázásában is termékenyek voltak, jelentős arany- és ezüstbányákat üzemeltettek ezeken a területeken.
Megabüzosz, I. Dárajavaus perzsa király hadvezére hajtotta őket a perzsák uralma alá (i. e. 514).Ami nem sikerült a görögöknek, az sikerült a perzsáknak. A trákok hűbéresi viszonyba kerültek, és ezzel lassan megindult a perzsa szokások átvétele is. Xerxész visszavonulása után azonban ismét visszanyerték függetlenségüket. Az i. e. 5. század közepe táján a legtöbb trák törzs I. Teresz, az odrüszák királyának uralma alatt egy birodalommá egyesült, mely különösen Teresz fia, Szitalkész alatt virágzó, hatalmas állammá fejlődött. Szitalkész halála után, i. e. 424-ben azonban három fejedelemségre szakadt, melynek uralkodói egymással folytonosan hadakoztak.
II. Philipposz makedóniai királynak (Nagy Sándor atyjának) nem volt nehéz ezeket a törzseket egyenként meghódítani és így Trákiát a makedón birodalomba beolvasztani. A trákoknak igen nagy számban a hellénekkel együtt kellett harcolniuk Nagy Sándor seregében a Perzsa Birodalom meghódításakor. A trák harcosok egészen Indiáig eljutottak. Egészen i. e. 146-ig makedón uralom alatt volt, amikor Thracia provincia néven római uralom alá került. Az általános felfogás szerint Spartacus, aki felkelésével alaposan megrázta a Római Köztársaságot, trák származású lett volna, bár sokan ezt elvetik, inkább csak Trákiában vetették rabszolgasorba, mielőtt felkelővezér lett.
Rövid időre ugyan visszanyerte függetlenségét, de már 133-ban ismét római kézre jutott. Trákia földrajzi helyzeténél fogva, mint az Európát Ázsiától elválasztó vidék, majdnem mindig tanúja volt a Nyugat- és Keletrómai Birodalom közötti összeütközéseknek. A népvándorlás és a rómait követő bizánci uralom idejében is sokat szenvedett. Germán, gót és szláv törzsek tanyáztak itt, míg végül a 15. században a törökök elfoglalták az egész vidéket.

## Érdekességek
- Az ország délkeleti részén, a Sztruma és Meszta folyók torkolata közt fekvő Pangaion-hegység az ókorban híres volt arany- és ezüstbányáiról.
- Legdélibb része a Gallipoli félsziget, ahol az első világháború egyik legvéresebb ütközete zajlott a török hadsereg és az antant erői között (lásd: A Dardanellák ostroma).